# Geografia Wybrzeża Kości Słoniowej

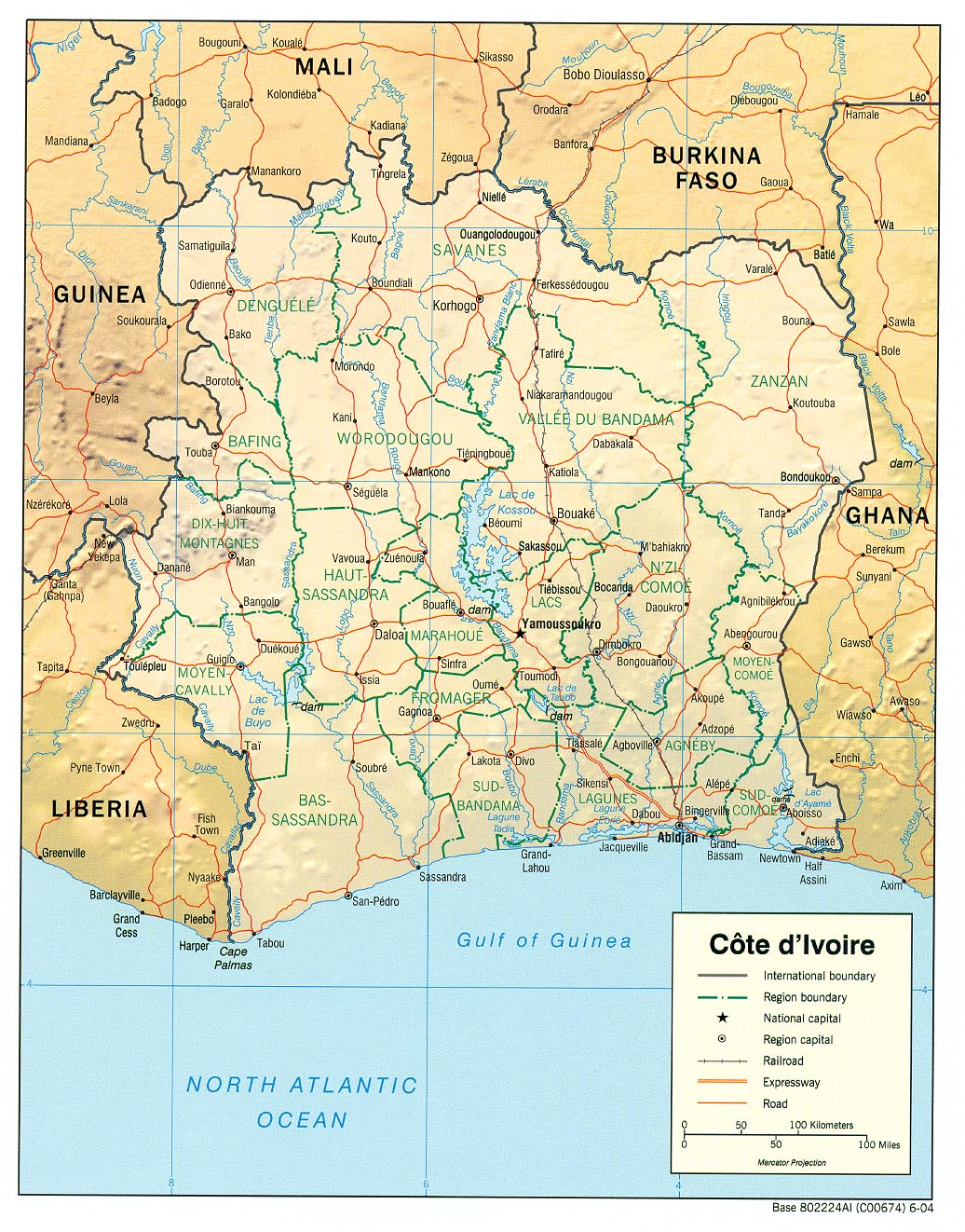
Mapa Wybrzeża Kości Słoniowej

Wybrzeże Kości Słoniowej jest średniej wielkości krajem położonym w Afryce Zachodniej nad Zatoką Gwinejską, a tym samym nad wodami Oceanu Atlantyckiego. Nazwa kraju pochodzi od długich kłów słonia, które jako kość słoniowa są cennym towarem luksusowym. Z tego właśnie powodu na przestrzeni wielu dziesięcioleci zabijano słonie w celu pozyskania ich ciosów. W epoce kolonialnej obszar dzisiejszego Wybrzeża Kości Słoniowej, a konkretnie forty Assin i Grand Bassam, były głównym punktem wywozu tejże kości, jak też niewolników. Obszar dzisiejszego państwa został odkryty najpierw przez Arabów, a później pod koniec XIV w. przez Portugalczyków. Kraj uzyskał niepodległość w 1960 roku.

## Powierzchnia i granice
Powierzchnia – 322 463 km², porównywalna z powierzchnią Polski.
Skrajne punkty – północny 10°45'N, południowy 4°22'N, zachodni 8°37'W, wschodni 2°30'W. Rozciągłość południkowa wynosi 690 km, a równoleżnikowa 680 km.
Wybrzeże Kości Słoniowej graniczy z następującymi państwami:

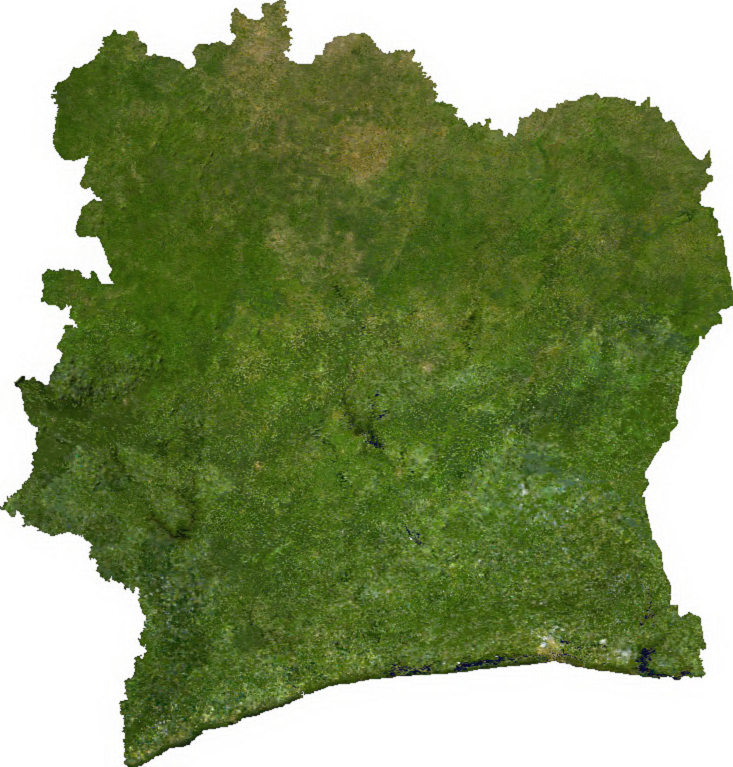
Mapa satelitarna kraju

- Burkina Faso – 584 km
- Ghana – 668 km
- Gwinea – 610 km
- Liberia – 719 km
- Mali – 532 km

Linia brzegowa liczy 515 km.

## Budowa geologiczna i rzeźba
Kraj jest w większości wyżynny, leży na rozległym płaskowyżu. Obszar płaskowyżu przechodzi łagodnie w nadbrzeżną strefę nizinną. Południowo-zachodnia część płaskowyżu jest górzysta. Wybrzeże leży na dwóch strefach geologicznych. Obszar płaskowyżu stanowi część prekambryjskiej tarczy gwinejskiej, zbudowanej głównie z granitów. Góry są na południowym zachodzie zbudowane są ze skał krystalicznych, na które składają się: kwarcyty, gnejsy, granity i miejscami wylewne doleryty.
Pomimo że kraj jest wyżynny, średnia wysokość płaskowyżu wynosi od 200 do 500 m n.p.m. Obszary górskie leżące w regionie Man i Odienné nie są zbyt wysokie. Teren wznosi się do 1200 m n.p.m. Podobnie jest na samej granicy z Gwineą, gdzie w masywie Nimba najwyższy szczyt wznosi się na 1752 m n.p.m. Aluwialne obszary nizinne zajmują około jednej czwartej powierzchni kraju i obejmują strefę nadbrzeżna. Wyjątek stanowi południowo-zachodnia część wybrzeża, gdzie płaskowyż wcina się daleko na południe, pozostawiając wąski pas nizin nadmorskich.
Linia brzegowa w zachodniej części kraju jest słabo rozczłonkowana, przeważają tam skaliste brzegi z wychodzącymi w morze niewielkimi cyplami. Wschodnia część wybrzeża reprezentuje bardziej skomplikowaną linię brzegową, gdzie dominuje wybrzeże typu lagunowego.

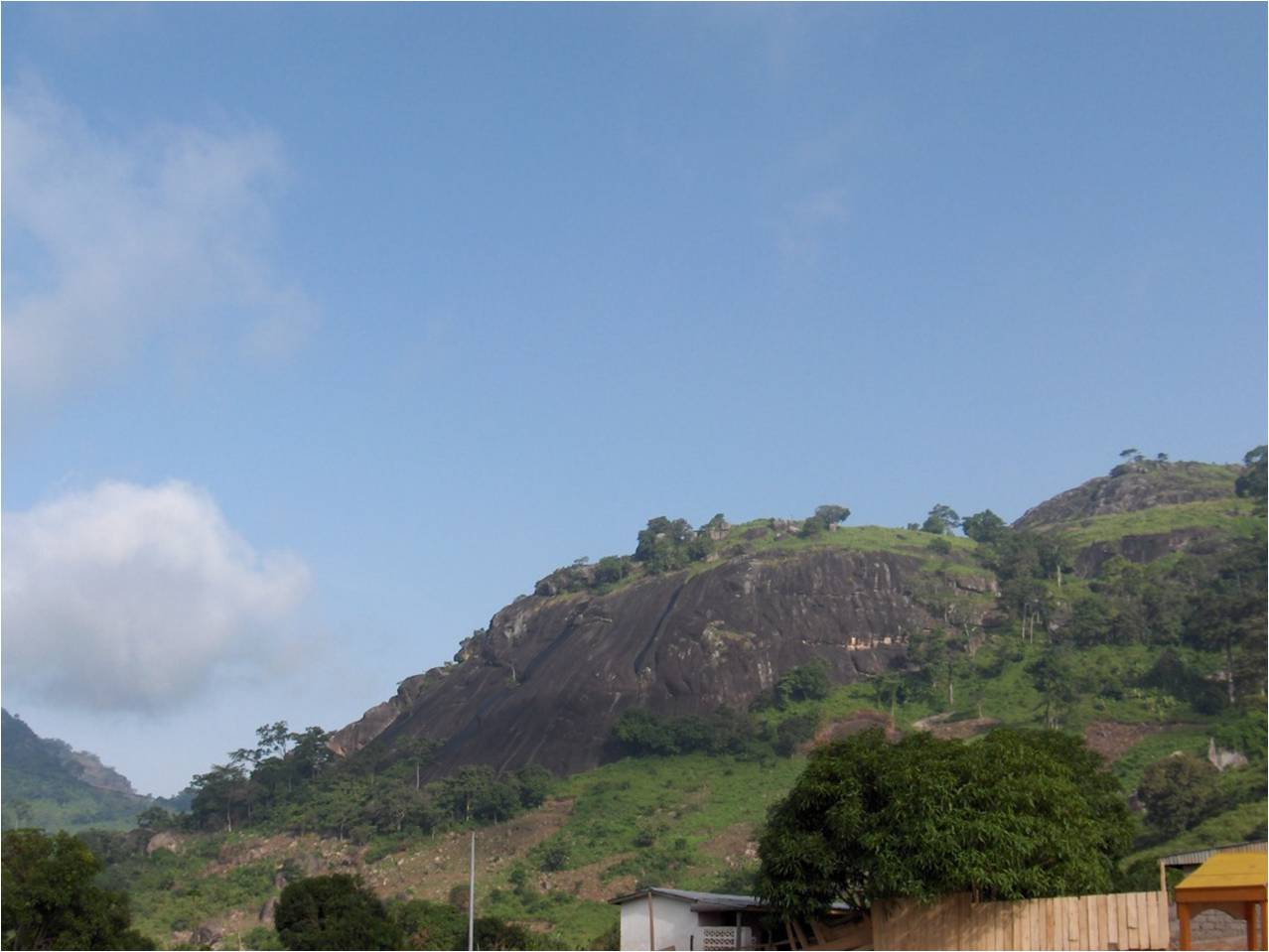
Góry w południowo-zachodniej części kraju.

## Klimat
Wybrzeże Kości Słoniowej podzielone jest trzema pasami klimatycznymi ułożonymi równolegle do wybrzeża. Na obszarze nizin nadbrzeżnych występuje klimat równikowy wybitnie wilgotny, a opady w ciągu roku przekraczają wartość 2000 mm. Deszcze są równomiernie rozłożone w ciągu roku, nie ma wyraźnej pory suchej. Przez cały rok jest wilgotno i do częstych zjawisk należą burze. Temperatury typowe dla tego regionu klimatyczne, średnia roczna nie spada poniżej 25 °C.
Mniej więcej od miejsca, gdzie kończy się nadbrzeżny pas nizin, zaczyna dominować klimat podrównikowy – najpierw wilgotny, a na północy kraju przechodzący w suchy. W tej strefie klimatycznej pora sucha trwa o kilka tygodni dłużej: w środkowej części kraju jej długość około dwóch miesięcy (grudzień-styczeń). Średnie opady wynoszą od 1000 do 1800 mm rocznie. Temperatury są bardzo zbliżone do równikowych.
Na północy kraju, gdzie występuje sucha odmiana klimatu podrównikowego, pora sucha trwa około pięciu miesięcy (listopad-marzec). Opady są niskie i wynoszą od 800 do 1000 mm rocznie. Występują wyraźne amplitudy rocznych temperatur, od 24 do 30 °C. W marcu, czyli na pod koniec pory suchej występują największe upały, a średnia dobowa temperatura osiąga nieco ponad 30 °C. W dzień jest wtedy zwykle 33-35 °C, a w nocy 20-21 °C. Na północy kraju w porze suchej wieje znad Sahary harmattan.

## Wody
Sieć rzeczna kraju jest dobrze rozwinięta. Największą rzeką kraju jest Bandama o długości 800 km. W roku 1972 na tej rzece wzniesiono zaporę w miejscu połączenia Bandamy Czerwonej i Białej. Innymi dużymi rzekami są: Cavally, która w swym dolnym odcinku jest rzeką graniczną Wybrzeża Kości Słoniowej i Liberii, Sassandra, płynąca na wschód od Cavally, Komoé, która płynie we wschodniej części kraju i uchodzi do Zatoki Gwinejskiej w pobliżu Abidżanu – stolicy kraju.
Teren Wybrzeża Kości Słoniowej należy do zlewiska Oceanu Atlantyckiego. Większość rzek, łącznie z tymi wyżej wymienionymi, płynie w kierunku północ-południe. Rzeki te cechują się dużymi wahaniami wodostanów. Nie dotyczy to tylko Cavally, która wypływa z regionu należącego do masywu Man. Tam opady osiągają 2000 mm rocznie. Rzeki są żeglowne jedynie w swych dolnych odcinkach. Na terenie płaskowyżu i terenów górzystych licznie występują progi.

## Gleby
Pokrywa glebowa jest dosyć zróżnicowana. Obszar wybrzeża jest pokryta bagiennymi glebami namorzynowymi, które – poddawane działaniom pływów morskich – są zasolone. Obszar strefy nadbrzeżnej jest pokryty glebami ferralitowymi, które są czerwonożółtymi glebami laterytowymi. Obszar płaskowyżu zdominowany jest przez czerwone gleby ferruginowe. Obszary górzyste są pokryte górską odmianą gleb ferruginowych.

## Flora
Pierwotnie całą nadbrzeżną nizinę pokrywały wilgotne lasy równikowe, obecnie jednak zajmują one niewielką część kraju. Lasy zostały poważnie zdegradowane. Miejsca, gdzie rósł las, zajmują teraz pola uprawne, których spora część leży odłogiem. Obszary brzegu morskiego, tam gdzie występują słone tereny bagniste – porastają lasy namorzynowe. Bagna nie są zasolone i są porośnięte trawami, krzewami i palmami. Głównym gatunkiem jest palma rafiowa.
Na terenie całego kraju rosną różne gatunki palm, a palma kokosowa i oleista są wykorzystywane rolniczo przez człowieka. Obszary lasów tropikalnych są zdominowane przez hebanowce i tamaryndowce. Resztę kraju, czyli dwie trzecie powierzchni zajmuje sawanna. Środkową część kraju porasta wysokotrawiasta sawanna gwinejska, a miejscami występują widne lasy tropikalne, które sezonowo zrzucają liście. Wzdłuż rzek rosną lasy galeriowe, które są wiecznie zielonymi lasami, odróżniającymi się od pożółkłej w porze suchej sawanny. Lasy łącznie zajmują około jednej czwartej powierzchni kraju.
Na północnych terenach kraju, gdzie pora sucha trwa niemal pół roku, występuje sawanna sudańska. Obszar suchej sawanny zajmuje niewielką część północy Wybrzeża Kości Słoniowej. Zagęszczenie drzew jest tam niewielkie, a trawy są niskie i wysychają w porze suchej. Charakterystycznymi gatunkami drzew w tej formacji roślinnej są baobaby, akacje i masłosze parki.

## Fauna
Świat zwierzęcy jest dość urozmaicony, jednak nie tak bogaty jak jeszcze na początku XX w. Ze względu na różne typy formacji roślinnej (las, sawanna, tereny bagienne) występuje wiele różnych gatunków zwierząt. Na sawannach żyją typowe dla tego obszaru zwierzęta, takie jak słonie (na przestrzenie wielu dziesięcioleci zabito zostały poważnie przetrzebione dla pozyskania cennych ciosów), gazele, a nad rzekami hipopotamy. Głównymi przedstawicielami zwierząt drapieżnych są pantery i hieny. Lwy należą do rzadkości i występują jedynie na obszarze Parku Narodowego Komoé.
W lasach tropikalnych żyją różne gatunków małp, węży i jaszczurek. Głównym przedstawicielem małp jest występujący w całym kraju szympans. Obszary bagienne, zwłaszcza lasy namorzynowe, obfitują we wszelkiego rodzaju płazy, gady i skorupiaki. Bogaty jest też świat ptaków zarówno lądowych jak i wodnych.
6% powierzchni kraju stanowią obszary chronione. Największym parkiem narodowym jest wymieniony wyżej Park Narodowy Komoé, leżący w północno-wschodniej części kraju. Jego powierzchnia liczy 11 672 km². Występuje tam wiele gatunków zwierząt, w tym wyżej wspomniane lwy, których nie ma w kraju nigdzie poza tym parkiem. Park ten, a także Park Narodowy Taï, są wpisane na listę światowego dziedzictwa przyrody UNESCO.